# 白石昌也
白石 昌也（しらいし まさや、1947年7月13日 - ）は、日本の国際政治学者、早稲田大学名誉教授。専門はベトナム近現代史・政治、日本・インドシナ関係など。

## 略歴
東京生まれ。1970年東京大学教養学部国際関係論分科卒、1979年同大学院社会学研究科博士課程満期退学。米国コーネル大学で東南アジア史、国際関係論を学び、1979年大阪外国語大学タイ・ベトナム語専任講師、1982年助教授、1983－1985年パリ第7大学客員研究員、1987年横浜市立大学文理学部助教授、1992年教授、同年「ベトナム民族運動と近代日本・アジア ファン・ボイ・チャウの革命論を中心に」で東大から博士（学術）。1999年、早稲田大学アジア太平洋研究科教授。
2019年春の叙勲で瑞宝中綬章を受章。

## 著書
- 『東アジアの国家と社会 5 ベトナム 革命と建設のはざま』東京大学出版会 1993
- 『ベトナム民族運動と日本・アジア :ファン・ボイ・チャウの革命思想と対外認識』巌南堂書店 1993
- 『日本をめざしたベトナムの英雄と皇子 ファン・ボイ・チャウとクオン・デ』彩流社 15歳からの「伝記で知るアジアの近現代史」シリーズ 2012

### 共編著
- 『ベトナムのドイモイの新展開』竹内郁雄共編 日本貿易振興会アジア経済研究所 1999
- 『ベトナムの国家機構』編著 明石書店 明石ライブラリー 2000
- 『ベトナムの対外関係 21世紀の挑戦』編著 暁印書館 2004

### 翻訳
- ファム・カク・ホエ『ベトナムのラスト・エンペラー』平凡社 20世紀メモリアル 1995
- グエン・スアン・オアィン『ベトナム経済 21世紀の新展開』監訳 那須川敏之,本多美樹訳 明石書店 明石ライブラリー 2003

## 参考
- J-GLOBAL
- 『現代日本人名録』2002年